# Гейде, Марианна Марковна
Марианна Марковна Гейде (род. 3 ноября 1980, Москва) — русский поэт, прозаик, переводчик.
Окончила философский факультет РГГУ, автор ряда специальных философских публикаций — в частности, посвящённых жизни и творчеству Фомы Аквинского; выступала также как переводчик философских трудов («Учение о душе» Фомы Аквинского, совместно с Константином Бандуровским, 2004).
Стихи и проза Марианны Гейде публиковались в журналах и альманахах «Октябрь», «Новый мир», «Новое литературное обозрение», «Арион», «Крещатик», «Вавилон», «Русская проза» и др. Поэзию Гейде отличает нетипичная для литературного поколения 2000-х гг. нагруженность метафизической проблематикой и широкий спектр отсылок к общекультурному контексту. Евгений Попов сказал о творчестве Гейде:
Марианна Гейде — это строгий философский ум, структурированное экзистенциальное письмо.
Проза Гейде заметно отличается от её поэзии и тяготеет к воссозданию речевых и психологических моделей современного человека, носителя разорванного сознания, зачастую обращаясь для этого к технике потока сознания. Стихи Гейде удостоены премии «Дебют» (2003), короткая проза входила в шорт-листы премии «Дебют» и интернет-конкурса «Тенёта» (2002). Лауреат Молодёжной премии «Триумф» (2005). За книгу «Время опыления вещей» получила премию «Стружские мосты» за лучшую первую книгу стихов международного поэтического фестиваля «Стружские вечера поэзии» (2006). В 2012 году удостоена Премии Андрея Белого за книгу «Бальзамины выжидают» (2010).
Публиковала также статьи о литературе и рецензии. Несколько лет жила и преподавала в Переславле-Залесском, с 2005 снова в Москве.

## Книги
- Время опыления вещей: Стихи. — М.: ОГИ, 2005. — 112 с.
- Слизни Гарроты: Стихи с автокомментариями. — М.: АРГО-РИСК, 2006. — 104 с.
- Мертвецкий фонарь: Повести, рассказы. — М.: Новое литературное обозрение, 2007. — 344 с. (Короткий список Премии Андрея Белого)
- Бальзамины выжидают : Рассказы. — М.: Русский Гулливер, 2010. — 318 с.
- Стеклянные волки. — М.: Книжное обозрение (АРГО-РИСК), 2013. — 104 с. — (Серия «Малая проза», вып. 11.)